# Hagenkamp
Hagenkamp is een buurt in de wijk Rozenknopje in het stadsdeel Gestel, Eindhoven. De buurt ligt in het zuidwesten van Eindhoven tegen het stadsdeel Strijp aan, ten westen van de Hoogstraat. Op 1 januari 2023 telde de buurt 1.200 inwoners, verdeeld over 805 woningen, met een gemiddelde WOZ-waarde van € 263.000, op een oppervlakte van 0,27 km².

## Geschiedenis
De naam Hagenkamp is ontleend aan ‘akker(kamp)’ omgeven door een met hout beplante wal. De naam gaat in ieder geval terug tot de 16e eeuw en werd aangeduid voor het gebied tussen de Dommel en de Hoogstraat, wat nu de Schrijversbuurt is. Vanuit het gebied liep een weg naar het westen welke de naam Hagenkampweg had (en heeft).

## Opzet
Qua stadsplanning is het een verlengstuk van de wijk Genderdal, aan de andere kant van de ringweg. Ook hier is de wijk hiërarchisch opgebouwd, met de Karel de Grotelaan als centrale as. Langs de hoofdwegen vindt men middel- en hoogbouw, met daarachter de kleinschaligere bebouwing. Tussen de bebouwing is veel ruimte overgelaten voor publiek groen.
De meeste huizen zijn gebouwd in de twee decennia na de Tweede Wereldoorlog. Met name de bebouwing ten oosten van de Karel de Grotelaan is een voorbeeld van wederopbouwarchitectuur.

## Fotogalerij

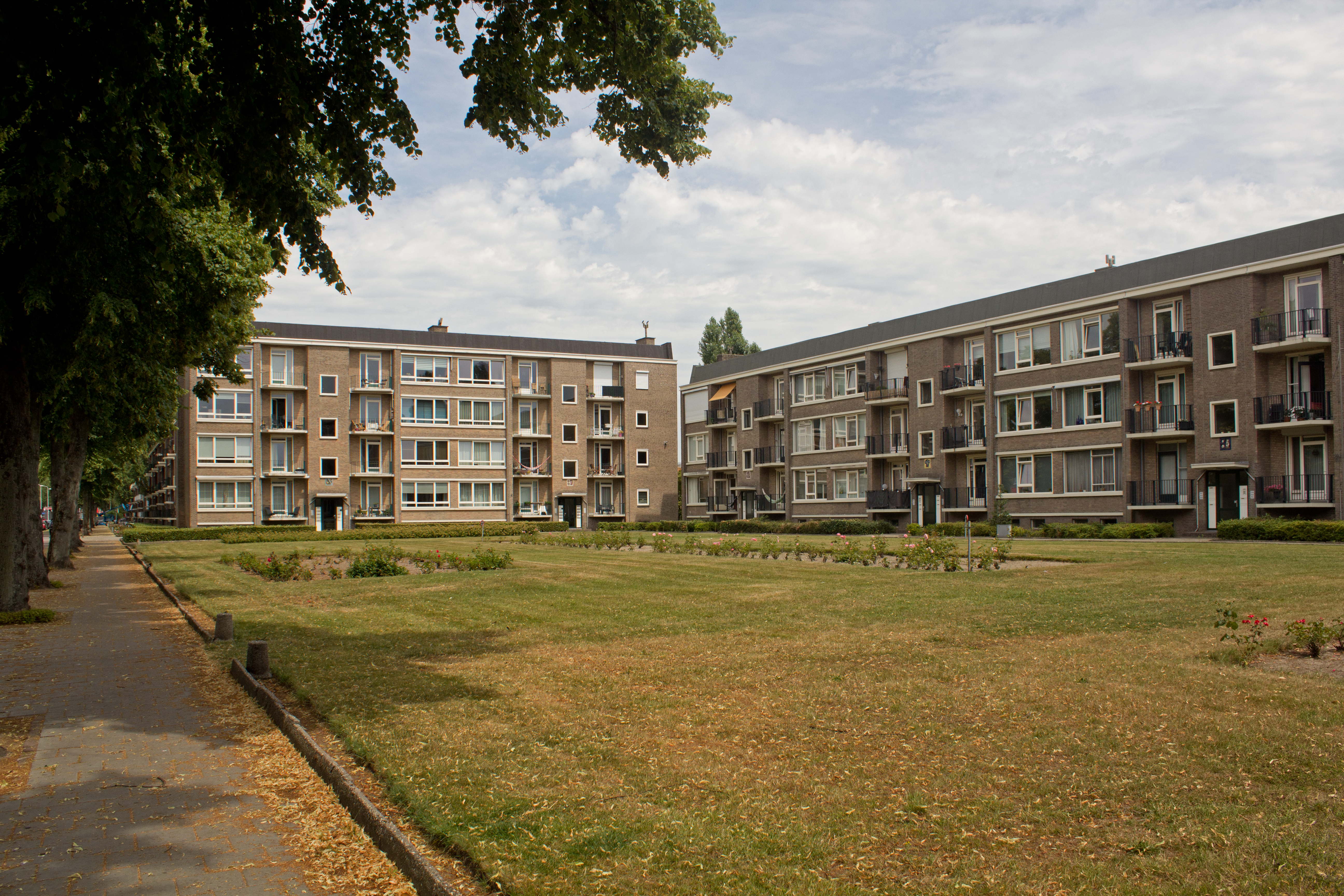
Hoogbouw langs de Karel de Grotelaan
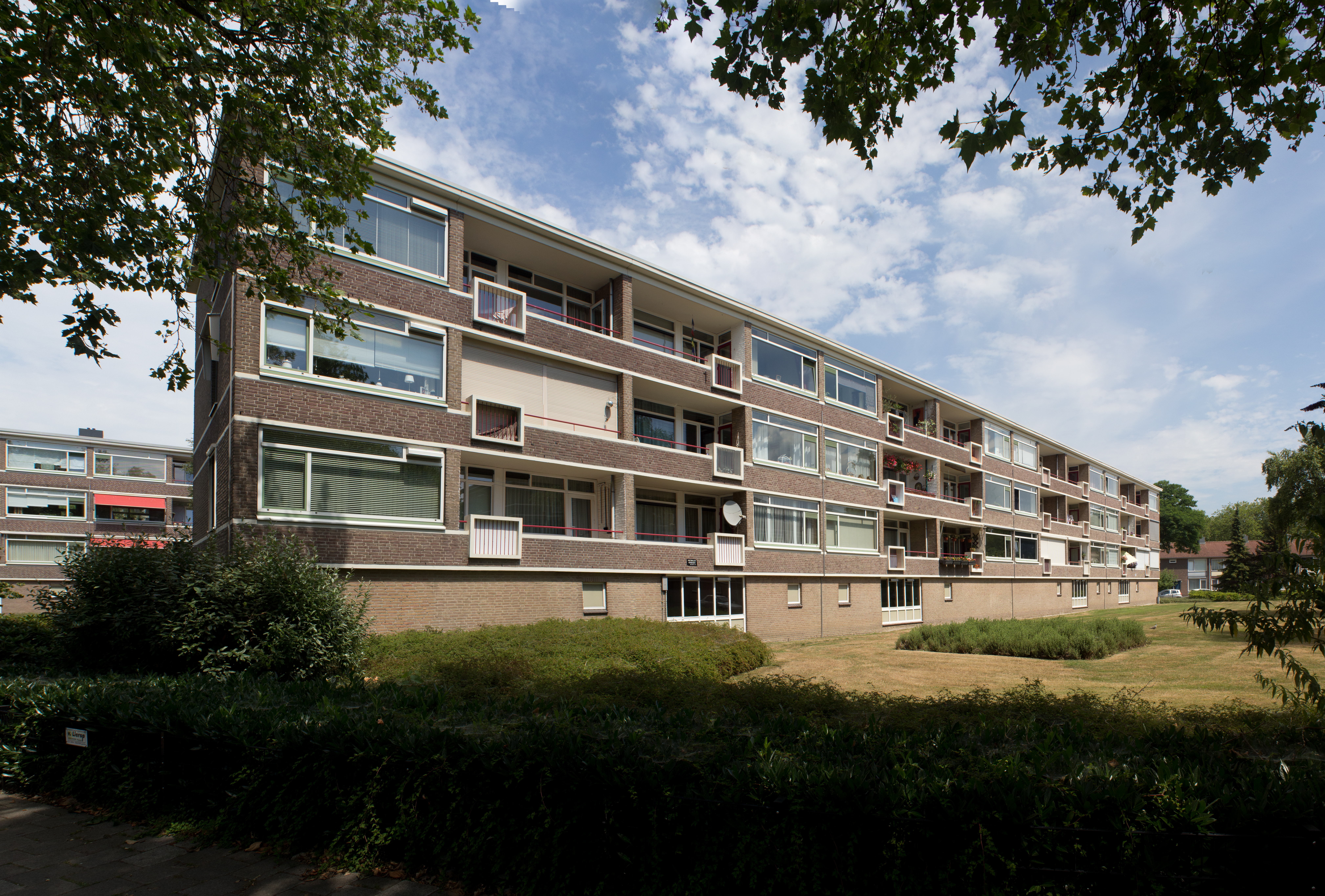
De "TV Flats" (zo genoemd naar de vierkante opening op de balkons) langs de ring van Eindhoven.
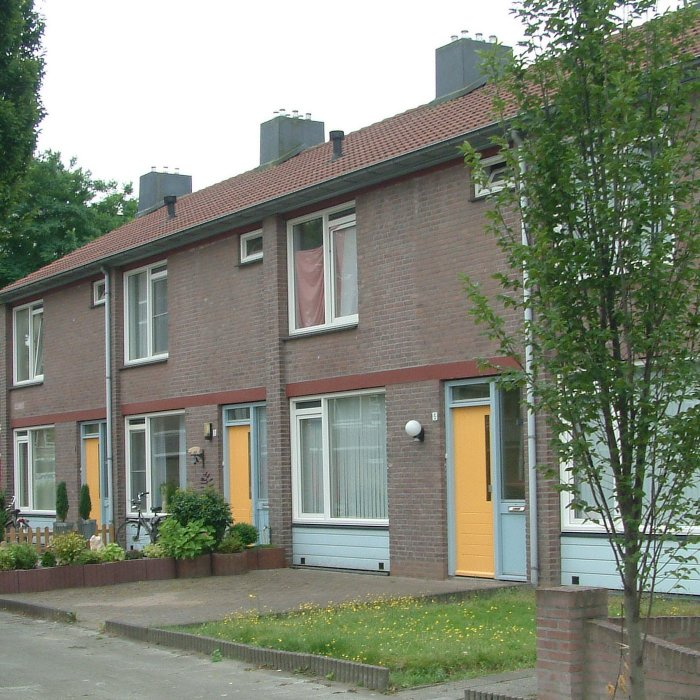
Pepijnstraat